# 井之本理佳子
井之本理佳子為日本漫画家。主要畫成人漫画、BL漫畫、但也會畫一般向漫画。另外和好友BENNY'S一起創立同人團體「天下一Babys」、也在Comic Market發售同人誌。
畫風有如少女漫畫般纖細清新，所以常有人把她和BENNY'S當成是同一個人。

## 作品列表
成人漫畫
- 『COMIC PourriClub』（MAX、連載中）
- 秘密的女孩子（一水社 / 1999年2月下旬）
- 女孩子頻道（童夢舍 / 2001年8月22日）
- LOVE SCENE（司書房 / 2001年10月17日）
- Pretty Size（晉遊舍 / 2004年1月23日）
- LOVE STORE（晉遊舍 / 2005年2月25日）
- 戀愛（晉遊舍 / 2005年12月22日（新装版：2007年8月25日）
- Cherry Pie（司書房 / 2006年3月25日）
- 無名指甜心（MAX / 2007年8月25日）
- A.My.Sweets（MAX / 2008年9月26日6）
- SHY GIRL（MAX / 2009年9月24日）

BL漫畫
- Happy News（松文館 / 1999年8月26日）
- BODY TALK（松文館 / 2004年4月20日）
- BABY BITCH!（松文館 / 2006年11月21日）
- SWEET（新書館 / 2009年6月30日）

一般向漫畫
- 星方天使（角川書店 / 1999年12月 ，東立出版社以天使特功隊為譯名發行）
- 桃田的花（Media Factory / 2008年3月22日）
- 在鄉下（雙葉社、連載中，東立出版社以少女日常為譯名發行） 
  - 1卷（2009年6月12日）
  - 2卷（2010年1月12日）

## 關連項目
- BENNY'S

## 外部連結
- SUPER BABY'S （井之本理佳子和BENNY'S的HP）